# Sigismondo Caula

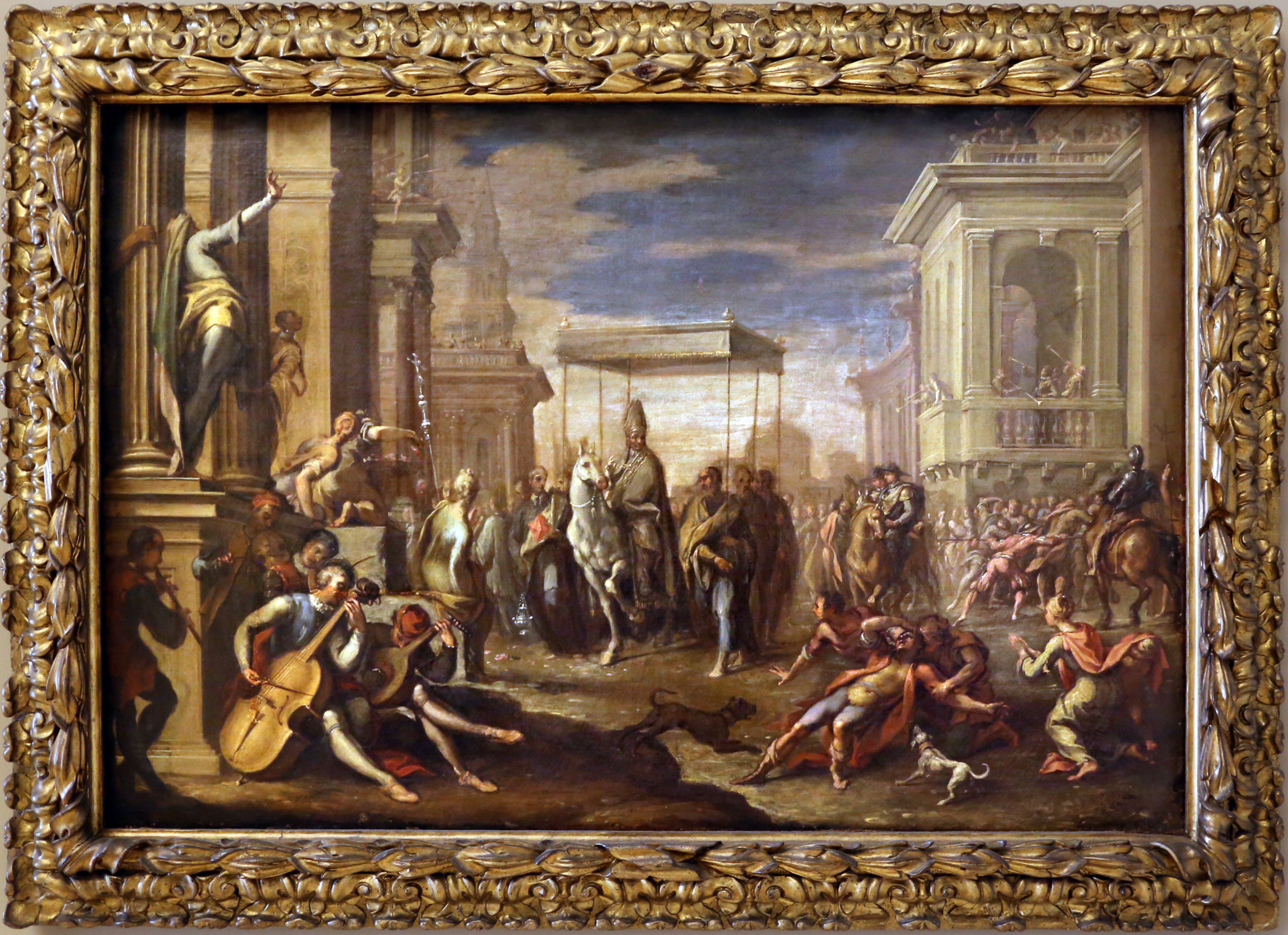
Sigismondo caula, un miracolo di sant'ambrogio, 1670-75

Sigismundo Caula (Módena, 24 de mayo de 1637 - Módena, julio de 1724) fue un pintor italiano del estilo barroco.

## Biografía
Hijo del noble Sebastiano Medici Caula, fue pupilo de Jean Boulanger junto con Tommaso Costa. Estudió en Venecia las obras de los principales pintores locales como Tiziano Tintoretto y Paolo Veronese, de quienes heredó el uso fuerte de los colores caracterizando su estilo en la pintura barroca.

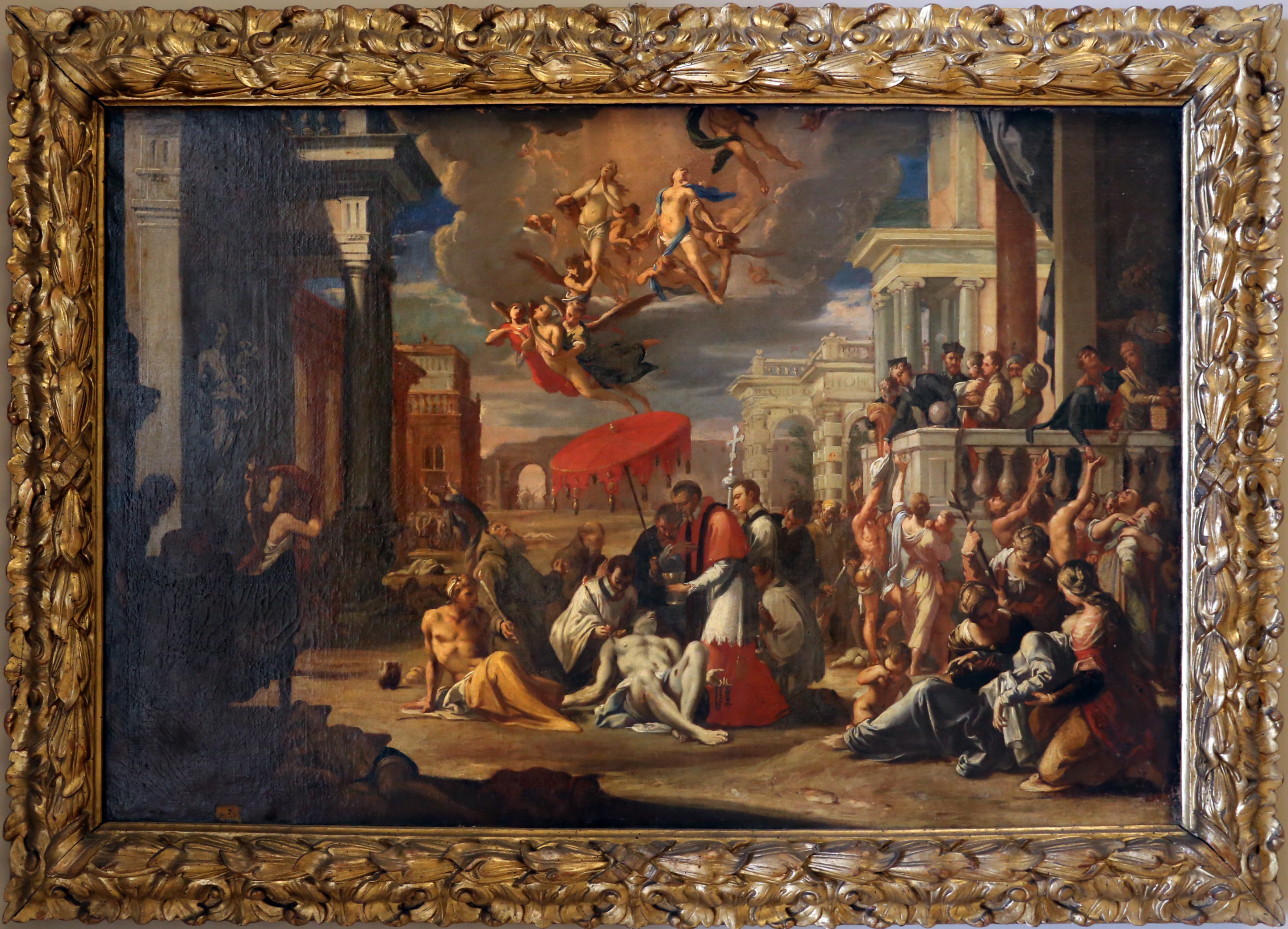
Sigismondo caula, san carlo borromeo somministra l'eucarestia agli appestati, 1670-75

## Obras
- El contagio de los israelíes, en la iglesia de San Carlo, en Módena.
- El martirio de San Ignacio de Antioquia, condenado a ser devorado por los leones, Santuario de la Santíssima Virgem de San Clemente, Bastiglia (Módena), 1700-1710
- San Carlo Borromeo comunica las víctimas de la peste, Iglesia de San Carlo Modena, 1685
- Santa Helena y las pruebas de la verdadera cruz.Cupola del Santuario di Fiorano Modenese

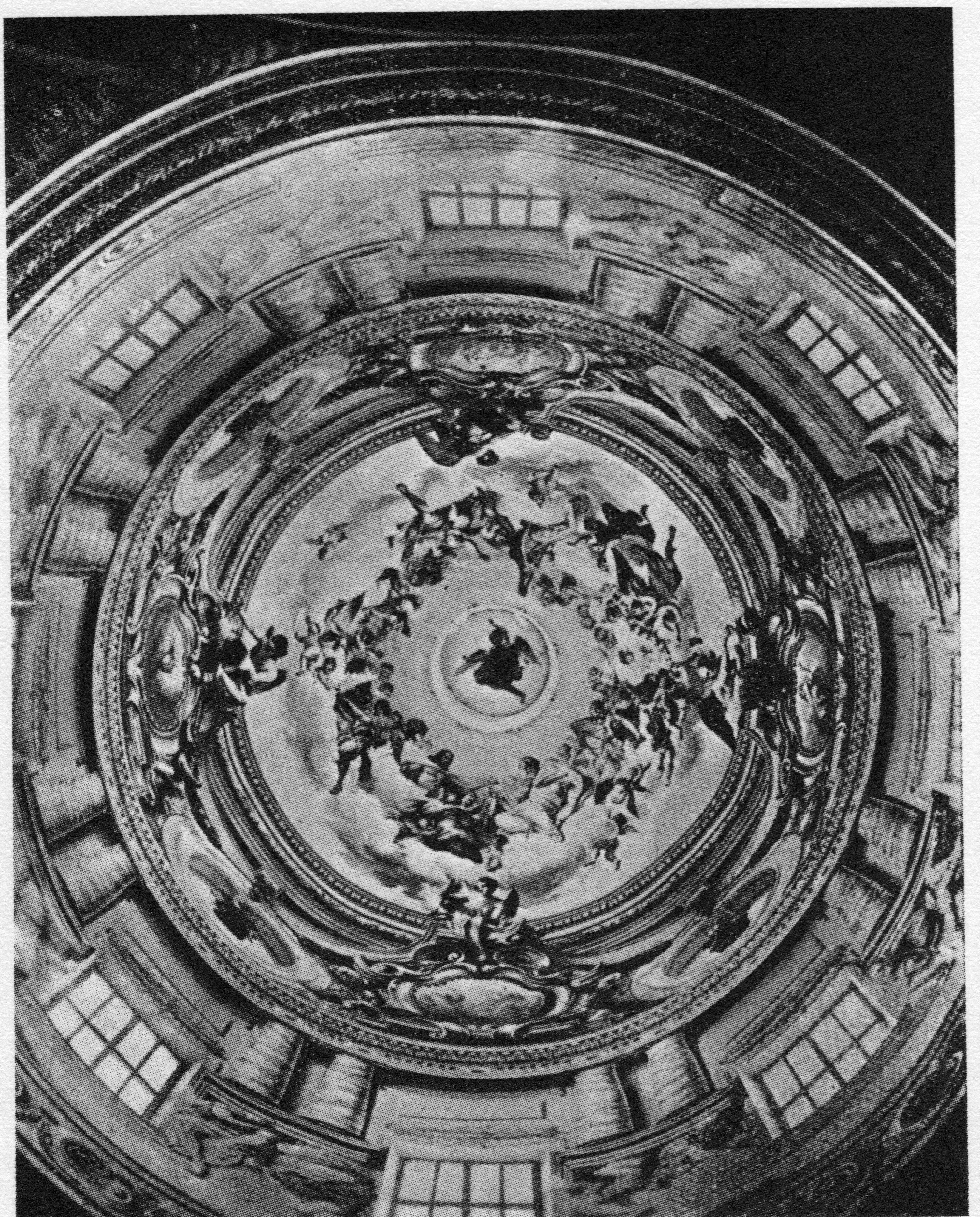
Cupola del Santuario di Fiorano Modenese